# Masdevallia ignea
Masdevallia ignea là một loài lan đặc hữu của Colombia.

## Hình ảnh

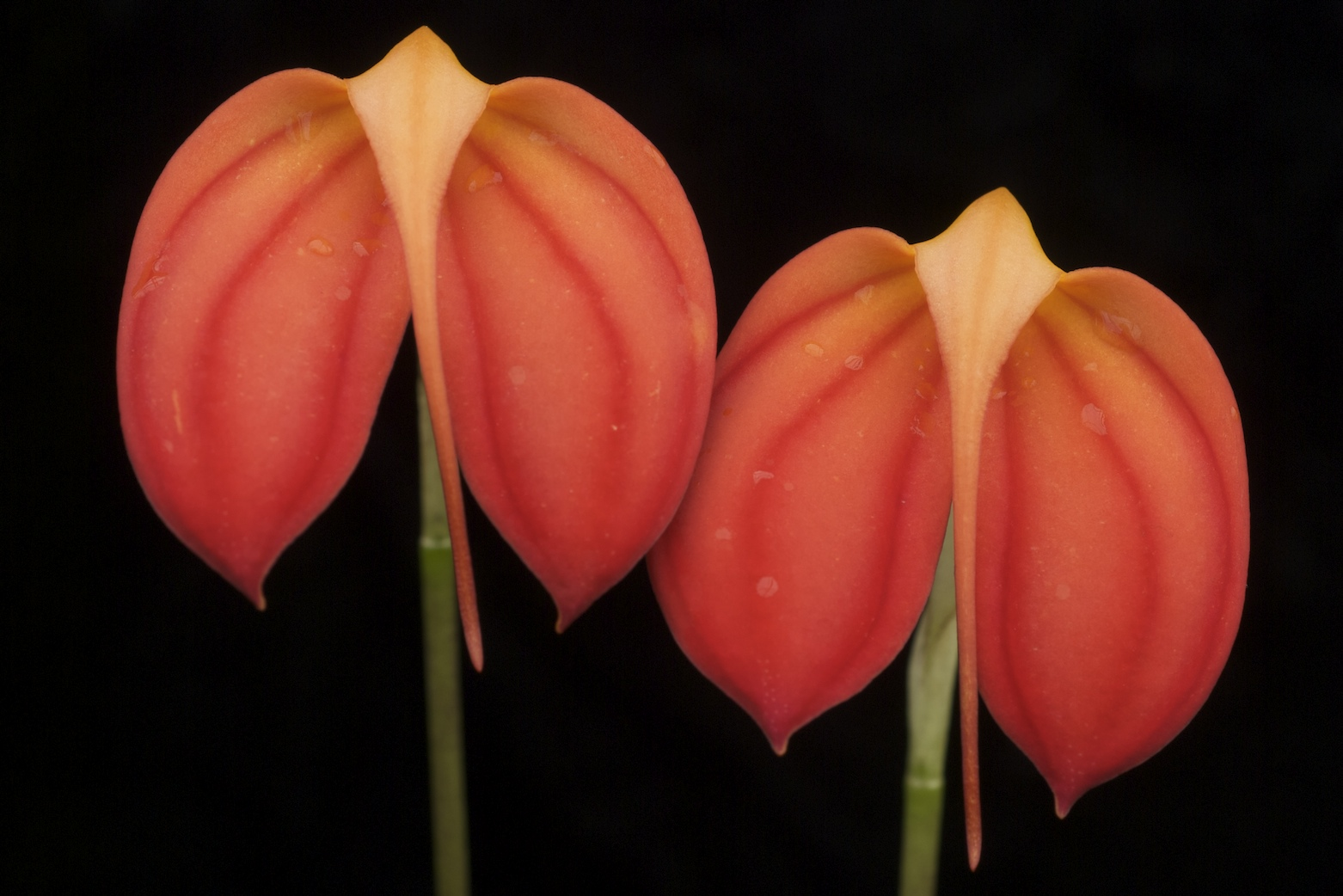
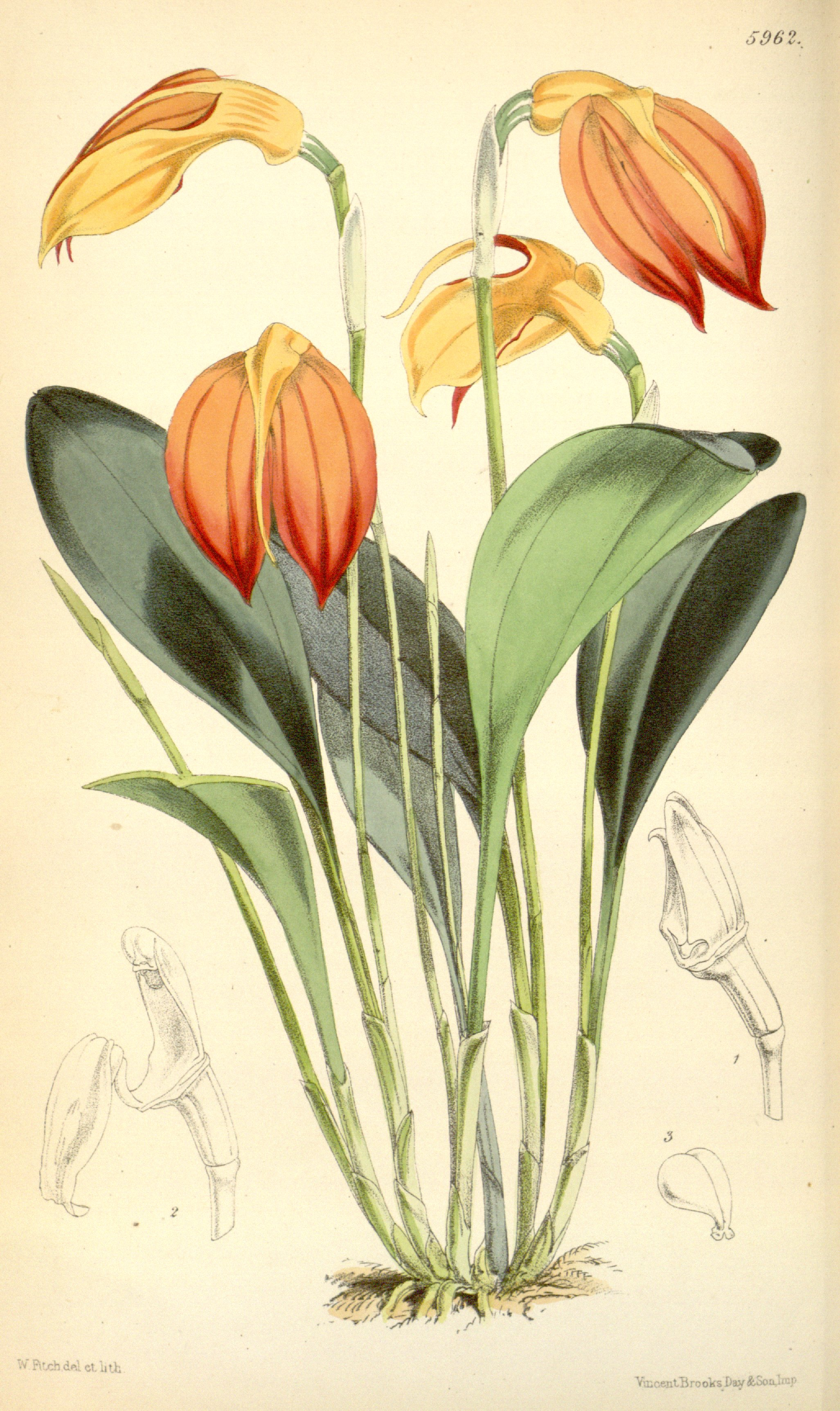
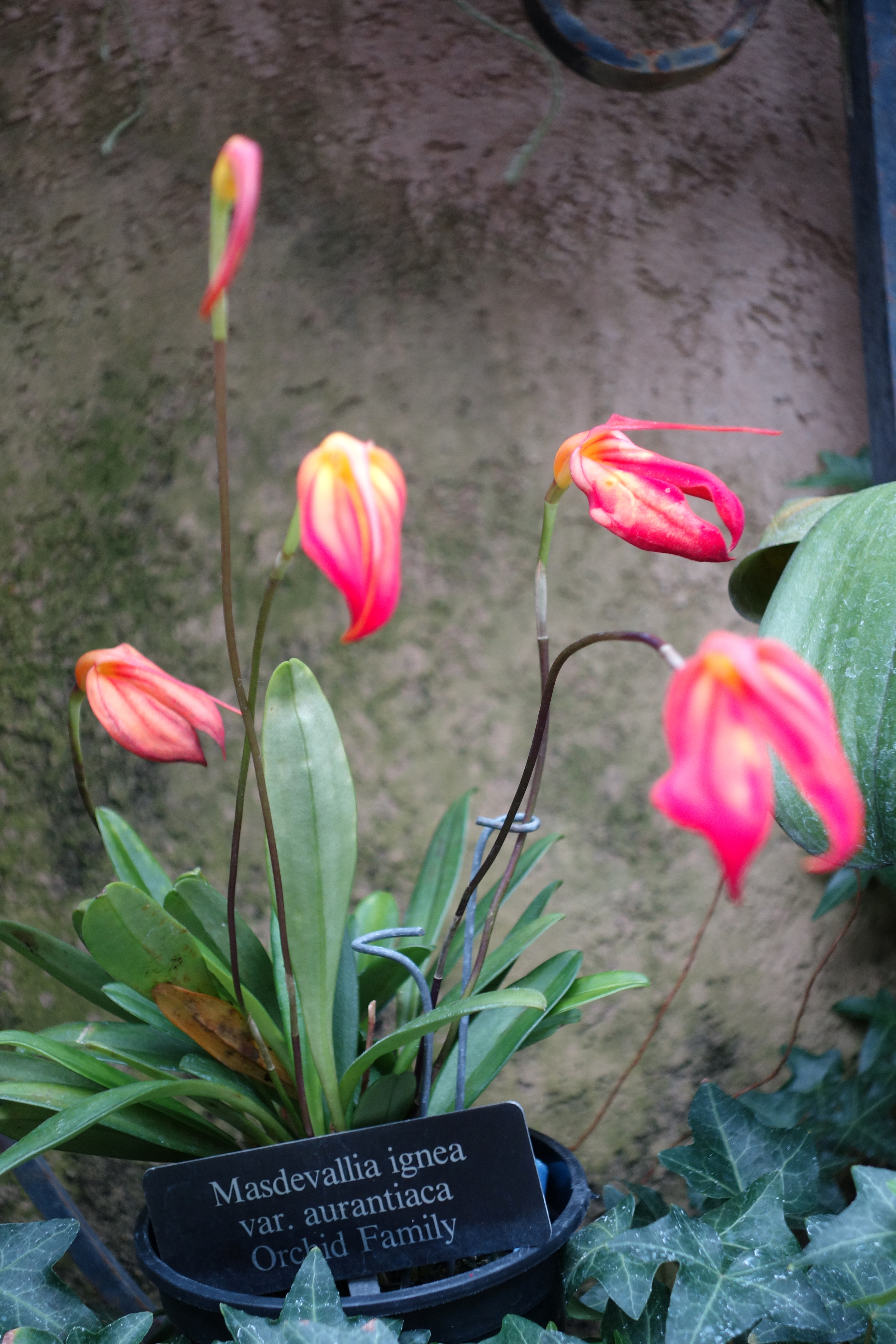
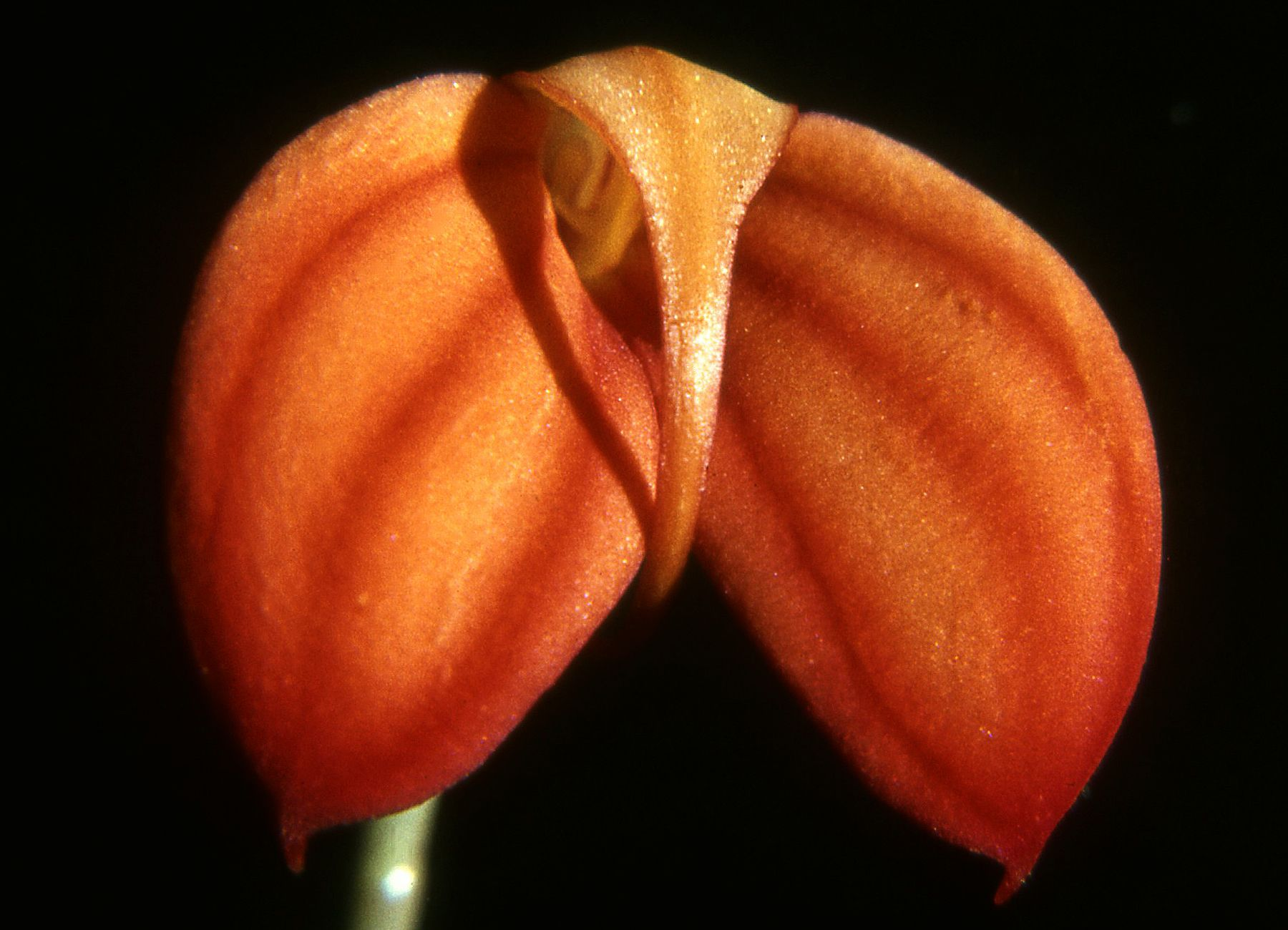